# 索尔斯-蒙克兰
索尔斯-蒙克兰（法語：Saulces-Monclin，法語發音：[so(l)s mɔ̃klɛ̃]）是法国阿登省的一个市镇，属于勒泰勒区。该市镇于1828年由原市镇索尔斯欧布瓦（Saulces-aux-Bois）、拉维埃耶维尔（La Vieille-Ville）和蒙克兰（Monclin）合并而成。

## 地理
索尔斯-蒙克兰（49°34'34"N, 4°29'50"E）面积20.23 平方千米，位于法国大東部大區阿登省，该省份为法国北部内陆省份，西接埃纳省，南至马恩省，东临默兹省，北与比利时接壤。
与索尔斯-蒙克兰接壤的市镇（或旧市镇、城区）包括：欧邦库尔-沃泽勒、谢努瓦-欧邦库尔、科尔尼-马谢罗梅尼勒、费索、福村、皮瑟、索尔西-博泰蒙、沃蒙特勒伊。
索尔斯-蒙克兰的时区为UTC+01:00、UTC+02:00（夏令时）。

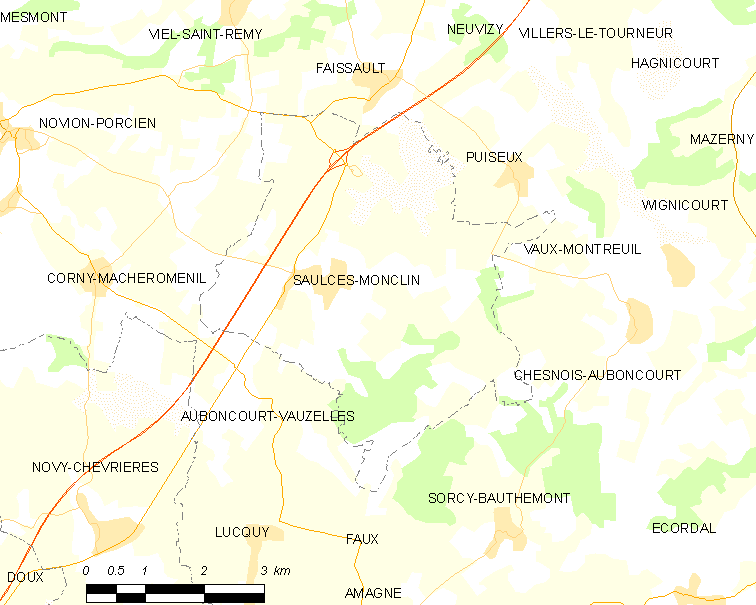
索尔斯-蒙克兰的OSM定位图

## 行政
索尔斯-蒙克兰的邮政编码为08270，INSEE市镇编码为08402。

## 政治
索尔斯-蒙克兰所属的省级选区为锡尼拉拜县。

## 人口

1962-2008年间索尔斯-蒙克兰人口变化图示

索尔斯-蒙克兰于2022年1月1日时的人口数量为841人。